# Anugerah Musik Indonesia
Anugerah Musik Indonesia (AMI) − nagrody przyznawane corocznie przez Yayasan Anugerah Musik Indonesia, honorujące wyróżniające się osiągnięcia w indonezyjskiej muzyce. Jest to jedno z najważniejszych wydarzeń indonezyjskiego przemysłu rozrywkowego, obok Panasonic Gobel Awards i Festival Film Indonesia.
Pierwsze nagrody Anugerah Musik Indonesia zostały rozdane w 1997 roku.